# أرت مالون
أرت مالون (بالإنجليزية: Art Malone)‏ هو مهندس أمريكي، ولد في 3 يونيو 1936 في تامبا في الولايات المتحدة، وتوفي بنفس المكان في 29 مارس 2013.